# Борей
Борей (на старогръцки: Βορέας, „северен“) в древногръцката митология е бог на северния вятър. Син е на титана Астрей и богинята на зората Еос. В древноримската митология на Борей съответства Аквилон.
Архаичният характер на Борей личи от произхода му. Изобразяван е като крилат, дългокос и брадат мъж. Обитава Тракия, където царят студ и мрак. Признак за древния демонизъм в характера му е способността му да се превръща в жребец, който е баща (от кобилата Ерихтония) на дванайсет жребеца, бързи като вятър. От съюза му с ериниите и харпиите също се раждат коне.
Редица митове свързват Борей с цар Ерехтей — владетел на Атика. Докато се носел над Атика, Борей видял Орития — дъщерята на Ерехтей, и се влюбил в нея. Напразно я молил да му стане жена. Баща ѝ също му отказал. Тогава Борей се ядосал: „Аз сам си заслужих това унижение, нима отива на мен — бога на северния вятър, да се моля, нима не съм достатъчно силен, за да взема каквото поискам?“ Размахал мощните си криле, надигнали се в морето огромни вълни, залюшкали се горите, тъмни облаци забулили всичко. Борей грабнал Орития и я отнесъл в своя дом на север. Там тя станала негова жена и му родила близнаците Зет и Калаид (наричани Бореади). Двамата били крилати като баща си. Взели участие в похода на аргонавтите, където загинали. Освен тях Орития родила Клеопатра, която по-късно станала жена на Финей, и Хиона — любима на Посейдон.